# Сподня Понквиця
Сподня Понквиця (словен. Spodnja Ponkvica) — поселення в общині Шмарє-при-Єлшах, Савинський регіон, Словенія. 
Висота над рівнем моря: 318,7 м.